# Niels Møller (Segler)
Niels Otto Møller (* 7. November 1897 in Frederiksberg; † 14. April 1966 in Lille Heddinge Sogn) war ein dänischer Segler.

## Erfolge
Niels Møller, der für den Kongelig Dansk Yachtklub segelte, nahm in der 6-Meter-Klasse an den Olympischen Spielen 1928 in Amsterdam teil. Als Crewmitglied der Hi-Hi belegte er den zweiten Platz hinter der Norna aus Norwegen von Johan Anker und vor der Tutti V aus Estland von Nikolai Vekšin und erhielt somit neben Aage Høy-Petersen, Sven Linck und Peter Schlütter sowie Skipper Vilhelm Vett die Silbermedaille.